# Callionymus maculatus
Espèce
Le dragonnet tacheté (Callionymus maculatus) est une espèce de poissons marins appartenant à la famille des Callionymidae.

## Répartition géographique
Le dragonnet tacheté est relativement abondant dans l'Atlantique nord-est, du Sud de l'Islande au Sénégal, ainsi qu'en mer Méditerranée.